# District de Nan'an
Le district de Nan'an (南岸区 ; pinyin : Nán'àn Qū) est une subdivision de la municipalité de Chongqing en Chine. Il est situé au sud du Yangzi (Chang Jiang).

## Géographie
Sa superficie est de 265 km2.

## Démographie
La population du district est d'environ 600 000 habitants.

### Sources
- Géographie : (en) Site gouvernemental